# Беркшири
Ця стаття про гірське пасмо в Північній Америці; інші значення: Беркшир
Беркшири (англ. The Berkshires) — гірське пасмо в Аппалачах, розташоване в північно-західному Коннектикуті та західному Массачусетсі на схід від хребта Таконік. На півночі на кордоні з Вермонтом Беркшири переходять в Зелені гори.
Висота височини — до 866 м (Крам-Гілл). Беркшири — також і культурний регіон. В XVIII столітті королівський губернатор Френсіс Бернард назвав район на честь свого рідного графства.
Район Беркшир часто відвідують туристи.
Схили гір покриті лісом. Найбільші річки регіону — Гузатонік, Гузік, Фармінгтон.